# 泡沫候補
泡沫候補（ほうまつこうほ）とは、当選する見込みが極めて薄い選挙立候補者。特殊候補、インディーズ候補とも呼ばれる。「沫」が常用漢字に含まれないため、新聞などでは泡まつ候補とまぜ書きしたり、泡末候補と書き換える場合もある。
英語では一般にminor candidateと呼ばれ、Perennial candidate（en）という言い方もある（ただし後者は頻繁に立候補するものの当選には至らない著名・有力候補もしくは「万年候補」というニュアンスが強く、一度だけ立候補する場合は含まれない傾向がある）。

## 概説
「立候補しても泡のように消えてしまい落選する候補」という意味からつけられており、候補として立候補する以外に、政治的活動があまり注目されない場合にそう呼ばれることが多い。
選挙に立候補しても法定得票数未満となったり、供託金制度のある国家では、供託金没収点未満となる事例が大半である。それでも選挙活動を通して、名前や顔・公約・政治信条などを知ってもらい、知名度を上げることなどが、立候補者にとってのメリットとなる。
ただし、最初は泡沫候補と呼ばれていても、選挙活動を通じて大きく注目されて、有力候補になったり選挙に当選したりする事例も稀に存在する。特に有力な現・前職のいない選挙や、長く無投票当選の続いた選挙など、波乱の起きやすい状況で予期せぬ善戦・当選が見られる。逆に、かつては大物政治家であった人物でも、曲折を経て当選の見込みが極めて薄くなっている場合には「泡沫候補」と呼ばれることがある。

## 日本
日本では地盤（後援会組織）・看板（知名度）・鞄（資金）の三バンがそろっていない候補者ほど泡沫候補と呼ばれる傾向がある。また当選以外の目的で、あえて泡沫候補となる者もいる。
1960年4月の栃木県の桑絹村における村長選挙では分村を巡って村長派と対立した陣営が大量立候補をしたため、計202人が立候補する事態が発生した（1962年の法改正以前は町村の首長選挙の供託金は不要であった）。
定数1人あたりの有権者数が最大の東京都知事選挙においては、全国的に注目されることによる宣伝・売名効果もあり、その殆んどが落選および供託金の没収を覚悟した泡沫候補で占められる。近年では1991年に16人・1999年には19人・2007年には14人・2014年には16人・2016年には21人・2020年には22人の候補者を数えた。
そして2024年東京都知事選挙では計56人が立候補、さらには想定されていなかった選挙ポスターや政見放送の問題も噴出し、公職選挙法の見直しが議論されるようになった。
かつては参議院議員通常選挙の東京都選挙区にも多数の泡沫候補が立候補し、第17回参議院議員通常選挙（1995年）は改選議席4に対して72人が立候補した。これには、選挙の確認団体となるには一定の候補者をそろえる必要があり、そのために比例区よりも供託金の比較的安い選挙区を選んだことも一因である。比例票の積み増しも狙ってか改選数2以上の都市部での出馬が多く、候補者を1人に絞っても当選の見込みが薄いような場合でも定数いっぱいに候補者を立てる団体も多かった。

### 実際の政治活動
いわゆる有力候補と同様の選挙運動を行う候補者はもちろん多い。一方、候補者の中には、荒唐無稽な主義・主張を行う者や、ほとんど選挙運動をしない者なども少なからず存在する。また、組織力が低いか皆無に等しい候補が多いため、公営掲示場への選挙ポスター貼りなど、手間の掛かる選挙運動はできないか不十分な場合が多い。
単記非移譲式投票の下では、「次点より低い順位の候補者の得票数は選挙が行われる度にゼロに近づいていく」というデュヴェルジェの法則があり、選挙ごとに泡沫候補化していく傾向がある。
一般的に候補者自身は「泡沫」と呼ばれることを極度に嫌っている。そこでさまざまな言い換えが試みられている。大川興業総裁の大川豊は、大政党からではなく無所属やミニ政党（多くの場合、候補者自身が代表）所属で出馬する彼らに敬意を表して「インディーズ候補」と呼んでいる。この呼び方は著書の中で頻繁に使われ、好事家の間で普及している。また、フリーライターの畠山理仁は、著書『黙殺』において「無頼系独立候補」と呼んでいる。泡沫候補が報道される際、所属党派名が省略され「諸派」「無所属」と扱われることから「しょむ系候補」（諸無系候補）と呼んでいるサイトもあるが、さほど定着しているとはいえない。

ただ、過去の選挙においては選挙運動用のはがきなどを他の陣営への横流しを目的に売却した候補が現れたことや選挙公報等を用いて特定の商品の宣伝を行った政党などが問題になった事例（第16回参議院議員通常選挙で酢の宣伝を行った日本愛酢党など）や、特定の右翼団体が政党から資金援助を受けて立候補していた実例（第30回衆議院議員総選挙における肥後亨事務所の実例）があって問題となったこともある。現在においては、こうした事例は供託金が引き上げられたこともあり露骨な形で問題となる事例は少ない。
また、小田俊与が昭和20年代から30年前半にかけて数多くの選挙について立候補届を書留速達郵便で予告無く送り付けて無差別連続立候補するが政治活動はおろか現地にすら赴かない売名行為があちこちで起ったため、国会の場でも問題となったことがある。このような事態に対処するために1964年に公職選挙法が改正され、立候補の届出は郵送等を禁止して選挙管理委員会への直接持ち込みに限定する規定が設けられた。

### 法律上の扱い
公職選挙法など法律上は、原則として候補者の差別はない。
しかし、実態は法律上の政党とそれ以外の“その他の政治団体”・無所属候補に格差を設けている。政党要件を満たしていなくても、参議院選挙などほとんどの選挙では、政治団体は確認団体の要件を満たすことで、選挙では政党に準じる扱いを受けることはできる。しかし衆議院選挙では、確認団体制度が存在しない上、非政党候補は小選挙区での政見放送不可、小選挙区と比例区の重複立候補禁止など、法律上も非常に大きな格差が設けられている（詳細は政党の項目参照）。
候補者間の制度上の格差については、2005年の第44回総選挙後、日本国憲法第14条にある法の下の平等に反し違憲であるとして、選挙無効の訴訟で一票の格差などと共に争われた。しかし、2007年6月13日、最高裁判所大法廷（裁判長島田仁郎）は12対3で原告の上告を棄却し、原告を全面敗訴とする高裁判決が確定した。

### マスコミでの扱い
公職選挙法により、マスメディアは特定の候補を差別することは禁じられている。一方で、評論として批判や評価することは認められている。また、ニュース価値の判断から、結果的に扱いに差が生まれても違法ではないとされる。たとえば新聞・テレビなどの報道では、有力候補は細かい政策や選挙活動のレポートなどを報じたり、日本記者クラブ主催の討論会に参加できるが、そのほかの候補は「このほかにもご覧の方が立候補を表明しています」と、最低限の立候補情報のみしか報じない、という差別が常態化している。しかし、タレント候補については泡沫候補とみなされる場合でも比較的優遇される傾向がある。また、特定の候補者の顔が写らないようにモザイク処理を入れたり、カットするなどされることもある。

#### 「独自の戦い」
泡沫候補・弱小候補が行う選挙活動を表現するために報道機関が用いる慣用句として、「独自の戦い」という表現が用いられることがある。転じて、主流・本筋とはかけ離れた方向・距離・観点において独特の活動を行うことを揶揄して用いることもある。
選挙に関する報道においては公平性が求められ、報道機関は全ての立候補者氏名や政党名、肩書き、その所信などを報道することが求められる。
しかし、いわゆる泡沫候補については有権者の関心が非常に低いばかりではなく、その選挙活動が、特に独特な主義・主張を掲げている場合や、売名目的などの本来の選挙制度の趣旨から逸脱していると考えられる場合も少なくない。そこで、限りある紙面や放送時間をこれらの候補者に費やすことは適当ではないとして、報道機関の裁量（編集方針）として、主な候補者と泡沫候補・弱小候補については取扱いについて軽重をつけているのが実情である。
このような事情から、泡沫候補・弱小候補については最低限必要とされる形式的な公平を保ちつつ、出来うる限り簡潔な表現を用いて報道することとなる。
また、泡沫候補においては所属政党が無い場合や、従前の政治活動や経歴が不明瞭であることも少なくない。また、選挙ポスターを貼らない、街頭演説を行わない、選挙公報の原稿を提出しない、顔写真を公表しない、政見放送を申し込まない（政党所属候補以外の政見放送が流されない衆議院議員総選挙を除く）等、報道機関としても選挙活動の状況について把握できない場合もある。
そこで、このような候補者について文字通り「独自・独特の観点や価値観で立候補し選挙活動を行っている」という意味を表し、且つ、短く簡潔に表現した慣用句として「独自の戦い」が用いられている。

### 泡沫候補締め出し

#### 新聞社と行政との取り決め
岩瀬達哉が森岡健作名義で発表した「泡沫候補撃退マニュアル!!」（『別冊宝島356 実録! サイコさんからの手紙』宝島社に収録、一部は岩瀬達哉『新聞が面白くない理由』講談社にも加筆修正の上収録）によると、1967年の第31回衆議院議員総選挙を前に、朝日新聞、毎日新聞、読売新聞の3社は法務省、自治省と、泡沫候補を紙面から締め出すための取り決めを行ったという。記事での締め出しだけではなく、選挙広告の拒否も「泡末締め出しで最もやってもらいたい」（〔ママ〕、法務省担当者）とされた。このカルテルは1977年ごろ立ち消えになったが、内容はほぼ引き継がれているという。
なお、自治省がこうした文書を出した経緯は、前回の1963年に行われた第30回衆議院議員総選挙で肥後亨事務所（選挙期間中に「背番号」と改名）という確認団体が大量に候補者を出して、問題となったことがきっかけとなった。
岩瀬が朝日新聞社の内部文書として示した文書によると、朝日は3社の中でも最も泡沫候補の排除に力を入れている。朝日はまず「ホウマツ 〔ママ〕取り扱い要領」を作成し、要領に従った泡沫候補締め出しを進めた。1977年第11回参議院議員通常選挙に際して、改訂版となる「特殊候補応対要領」を作成し、まずこの文書が社外秘であることを強調した上で、「柔らかく応対するが、最終的には突っぱねる」「相手の抗議、質問に対しては、慎重に受け答えするが、自分の方から議論することは絶対に避ける」などと門前払いを指示し、「特殊候補」との想定問答も掲載した。また、1989年にさらに改訂した「特殊候補の扱い」を作成した。同文書では候補者を3つに分け、それぞれ報道に格差をつけるよう指示している。
一般候補
政党などに属している候補者、または諸派・無所属でも現職及びその後継の候補者。
準一般候補
当選の可能性は別として、まじめなミニ政党などの候補者。
特殊候補
売名や営利などに利用したり、自己実現的欲求を満足させるために数々の選挙に立候補、あるいは自己の政見を述べるよりも、他の候補に対する妨害や支援を主目的にするなど、候補者としての客観的な評価が認められない候補。
このように区分した上で、「準一般候補」は「スペースなどの制約で、候補者紹介や、政見アンケート類の扱いが小ぶりになるのもやむを得ない」としている。さらに、「特殊候補」に対しては紙面からなるべく排除するように指示している。具体例として
```
『主要六政党の候補者に聞いた』『立候補した六人のうち有力四候補の意見を紹介』『主な候補の一日を追うと――』などの表現を入れ、ある特定候補があたかも立候補していないかのように扱ったわけではないことを断る
[
9
]
```

などの手法を挙げている。これらは、実際に紙面でしばしば用いられている。
さらに、特定候補の締め出しについての社外からの問い合わせには
```
『紙面はニュース価値によって新聞社が扱いを決めている。紙面スペースなどとの兼ね合いで決まる』『届け出一覧などの公報的役割の記事では平等な扱いだ』『インタビューなどの企画ものは、誰にインタビューするかなどは新聞編集権の範囲だ』『これらの扱いは、公選法一四八条の報道・評論の自由として裁判上も定着している』
[
9
]
```

と説明するよう指示しているという。

#### 報道姿勢への対応
岩瀬の取材に対し、朝日新聞社は事実上回答を拒否している。ただし、「特殊候補」については、その締め出しは「選挙報道に関する確立された判例をいくつか参照」すれば何ら批判される行為ではないという旨の回答があった。また、産経新聞記者村山雅弥のブログによると、「売名的な行為に手を貸すことになるとの考え方から、弊紙では候補者のプロフィール記事などでは泡沫候補を外し、それ以外の人を「主な候補者」といった形で紹介しています」と産経新聞では泡沫候補の排除を行っていることを明らかにしている。
その候補者がまじめか売名目的かといった基準は、結局主観に左右されるため、実際にはその候補者の得票予測で基準が設定されていると見られている。
ただし、候補者の内容にかかわらず、法律上の政党要件を満たした政党公認を受けたり、無所属であっても当選の可能性がある候補者を排除することはない。また、それまでの選挙で「特殊候補」として無視されていても、その候補者が政党の公認を受ければ、「一般候補」としての扱いになる。さらに、選挙戦が一騎討ちとなった場合、片方は普段は無視される「特殊候補」扱いを受けていても、この時だけは政見も含めて報じることもある。一騎討ちでなおかつ片方を「特殊候補」扱いする場合は、「（有力と見なした候補に対する）事実上の信任投票」などと報じられる。また6人が立候補し、このうち2人が特殊候補である場合に「事実上4人の争い」とするような表記もしばしば行なわれる。
政党については、法律上の政党要件の有無、国会議員所属の有無が大きな評価基準となっている。公職選挙法における政党要件は、以下の基準である。
- 所属国会議員が5人以上いれば、無条件[12]
- 所属国会議員数にかかわらず、直近の衆院選か参院選で全国得票率が2%以上
- ただし、政治資金規正法では、所属国会議員が1人以上いれば、参院選は前々回に2%以上でも要件を満たす

たとえば、新社会党は第18回参議院議員通常選挙（1998年）までは議席を持っていたので、独自の党名で報じられた。しかし、以降は政党要件と議席を失ったため「諸派」扱いに転落した。政党要件の有無は大きな比重を占めているようで、第44回衆議院議員総選挙（2005年）では候補者を立てなかった自由連合（この時点で政治資金規正法上の政党要件あり）が議席勢力図には掲載されているのに、新党大地は議席を獲得したにもかかわらず、政党要件を得ていないことから、NHKを除き勢力図では「諸派1議席」として扱い、注釈で新党大地としていた。第45回衆議院議員総選挙（2009年）では自民党や民主党を超える337人の候補者を擁立した幸福実現党でも泡沫候補扱いにされたが、NHKと産経新聞は「諸派」ではなく、党名で報じた。なお、幸福実現党はその後国会議員の入党者があった（のちに離党）ため、国会議員が在籍していた間は、他の全国紙も党名表記になった。また、新党大地は民主党を除籍（除名）された国会議員などを迎え、政党要件を得たため、第46回衆議院議員総選挙（2012年）では党名表記になった。
政党要件は、公職選挙法と政治資金規正法で基準が違うため、両者が使い分けられることがある。例えば日本記者クラブ主催で行われる党首討論会では、公示の時点で国会に議席を有するか、公選法上の政党要件を満たしている政党のみが招かれる。新党日本は、第46回総選挙の時点で、国会議員1人で前々回（2007年、第21回参院選）のみ全国得票率が2%を超えていたため、公選法上の政党要件は失っていたが、政治資金規正法上の政党要件は維持していた。しかし2012年（平成24年）11月30日に開かれた討論会では、公選法上の政党要件を失っていることを理由に代表田中康夫は招かれなかった。同様に、新党改革は第47回総選挙の時点で、国会議員1人で前々回（2010年、第22回参院選）のみ全国得票率が2%を超えていたため、公選法上の政党要件は失っていたが、政治資金規正法上の政党要件は維持していた。2014年12月1日に日本記者クラブ主催で行われた党首討論会において、代表荒井広幸は前回の新党日本と同様の理由で招かれなかった。
なお2022年（令和4年）6月21日に行われた討論会では、NHK党党首立花孝志とれいわ新選組代表山本太郎が招かれ参加している。
また、同じ政党要件なし・国会議員不在の党派でも、確認団体となっているかどうかで、さらに差異を付けている場合もある。NHKは、確認団体となっている団体は「諸派」扱いせず党名で呼び、選挙区の報道でも、時間は短いが選挙運動を含めて報じる。これをうまく利用して支持を拡大し、議席獲得にまで至った例として、近年では第25回参院選（2019年）のNHKから国民を守る党（現：NHK党）とれいわ新選組、第26回参院選（2022年）の参政党がある。しかし、確認団体となっていない党派は「諸派」扱いであり、その候補者個人が有力候補と判断されない限り、最低限の情報しか報じない（ただし前出の通り、幸福実現党は確認団体ではない衆院選でも、党名で報じた）。
地域政党、あるいは（本来は全国政党だが）特定の地域で勢力を維持している政党の場合は、その地域内では独自の党名で報じられるが、全国的には諸派扱いされることもある。前出の新党大地（北海道）や、沖縄社会大衆党（以後「社大党」、沖縄県）が代表例である。たとえば、社大党は地元紙では県議会の勢力を基準に社会民主党・日本共産党・公明党に次ぐ政党として扱われるが、全国的には「諸派」扱いされることが多い。
社大党が無所属として東京都に候補者を立てた第19回参議院議員通常選挙では、全国紙の判断は分かれ、有力候補と扱ったマスコミもあれば、泡沫扱いしたマスコミもあった。また、選挙前まで議席を持っていた、第二院クラブが推薦を決めた後に、有力候補に格上げしたマスコミもあった。

#### 「泡沫候補」とされた側の反応
このような「泡沫候補」を意図的に無視、排除するマスコミの報道姿勢について「泡沫候補」とされた側は、意に介さない候補者がいる一方、政治的立場や思想を超え、主としてマスコミ批判の文脈から否定的な反応を示す候補者も少なくなく、中には公職選挙法・放送法に抵触していると主張し抗議活動を行ったり、法的手段に訴えた候補者も複数いる。
大政翼賛会が干渉し、不公平な選挙であったといわれる1942年の翼賛選挙において、大政翼賛会の推薦を受けない「非推薦候補」であったが旧東京都第6区にてトップ当選を果たし衆議院議員を務めた経験がありながらも、戦後はほぼ一貫して泡沫候補として扱われた赤尾敏は戦後の選挙について、「新聞やテレビから消されてしまえばどんなに運動しても当選しない」「マスコミが持ち上げただけで当選圏内に入る。マスコミの影響が大き過ぎるが有権者がそれに気付いておらず、有権者は「選挙は公平に行われている」と思い込んでいる」「選挙は公正ではない。マスコミの選挙であり、不公平極まりない」「翼賛選挙は東條（英機）さん（大政翼賛会総裁）が責任を負ったが、今のマスコミは誰も責任を負わない」と早くから度々主張しており、赤尾が率いた大日本愛国党もマスコミ批判を主要な活動の一つとしていた。また反共・右翼活動家の深作清次郎も「天に唾するもの」とマスコミ批判を展開していたほか、赤尾・深作らとは全く異なる政治的立場にあった雑民党の東郷健も立候補のたびにマスコミの報道を「不公平」と指摘している。1950年代から1970年代にかけて国政選挙・地方選挙を問わず頻繁に立候補し、日本選挙史上最多の立候補歴を有するという小田俊与は「泡沫候補」と呼ばれることに強い抵抗感を抱いており、小田の出馬行動を批判的に書いた新聞に対し、訴訟を匂わす発言をするなどして脅しをかけたこともあるという。
1992年の第16回参議院議員通常選挙比例区に民族派政治団体「風の会」から立候補した野村秋介は、同じく同選挙に環境系政治団体「希望」から立候補した藤本敏夫らとともに、選挙後「少数派・諸派の立候補者を排除するマスコミの選挙報道は公職選挙法違反である」としてマスコミ各社を刑事告訴した。野村は新右翼、藤本は新左翼の活動家出身であったが、共に「泡沫候補」「泡沫政党」とみなされマスコミではほとんど取り上げられなかった。特に「風の会」については選挙期間中『週刊朝日』誌上の風刺イラスト「ブラック・アングル」において筆者のイラストレーター山藤章二が、これを「虱の党」と揶揄した作品を発表するなどしたため、マスコミの中で特に朝日新聞にこだわっていた野村は抗議の姿勢をより強めている。また「希望」についても、藤本が歌手加藤登紀子の夫であり、獄中結婚等のエピソードがあったため、藤本本人は芸能界と無関係であるにもかかわらず芸能ニュースとして扱われる例も見られた。野村と藤本は政治的立場の違いを超えて共闘し、更に民事裁判も起こしたが、いずれも認められなかった。また1950年代より20回以上にわたって国政選挙などに立候補していた品川司も、1992年の参議院選挙後「「泡沫候補」を意図的に排除するマスコミの報道は公職選挙法・放送法に違反しており、特定の候補者に不利益を与えている」としてNHKなどを相手取り民事裁判を起こしたが、一審の東京地方裁判所おいて品川の訴えはすべて棄却されている。
一方、1975年東京都知事選挙と1979年東京都知事選挙の二度にわたって立候補した前衛芸術家の秋山祐徳太子は、自ら進んで「泡沫候補」と称し、「独自の戦い」を敢行している。秋山は1965年、美術展に自分自身を出品する活動を行っており、政治の「ポップアート化」を掲げ選挙を通じて独自の表現を行った事例である。当時の選挙ポスターは国立国際美術館などに作品として収蔵されているほか、2002年には著書『泡沫桀人列伝―知られざる超前衛』を出版。落選後も自ら「泡沫のソムリエ」等と称して芸術・執筆活動を展開した。ファシストの外山恒一は民主主義破壊を掲げて2007年東京都知事選挙に立候補し話題を集め、都知事泡沫候補乱立の流れを加速。後に「『つばさの党』による『選挙妨害』も、外山氏のそれら一連の行動を参照したものと考えられる」「都知事選の惨憺たる地獄絵図の『元凶』は、間違いなく外山恒一氏なのである」と「自己批判」している。

#### 2016年東京都知事選挙
2016年7月31日投開票の東京都知事選挙では当時として過去最多となる21人が立候補したが、民放各局の報道番組では、増田寛也・小池百合子・鳥越俊太郎のいわゆる「主要3候補」しか取り上げられないとして問題視されている。
幸福実現党が行った調査によると、選挙期間中の7月18日から22日までの間にニュース番組の放送時間を調べたところ、「主要3候補ではない18人の放送時間は『3%』であった」としている（この都知事選挙では、同党も七海ひろこを公認候補として擁立していたが、「その他の候補」として扱われたため、政策・主張の内容がほとんど報道されなかった）。
- NHK『ニュースウオッチ9』…「3候補」54%、その他の候補46%
- 日本テレビ『NEWS ZERO』…「3候補」502秒、「その他の候補」16秒（3%）
- TBSテレビ『NEWS23』…「3候補」1082秒、「その他の候補」34秒（3%）
- テレビ朝日『報道ステーション』…「3候補」940秒、「その他の候補」33秒（3%）
- フジテレビ『ユアタイム』…「3候補」1212秒、「その他の候補」26秒（2%）

（テレビ東京『ワールドビジネスサテライト』は選挙関連のニュースは無かった）
このような報道姿勢に対し、立候補した6人が7月27日、自由報道協会で共同記者会見を開き、「偏向報道の是正」を求める要求書を放送倫理・番組向上機構（BPO）と日本テレビ、テレビ朝日、TBS、フジテレビの民放4社に送付したと発表。「主要3候補を伝える時間が極端に長く偏向報道になる」とし、「政治的に公平であること」と定めた放送法4条1項に違反する可能性があるとしている。

#### マスコミ以外での扱い
小田全宏（松下政経塾出身）らによる「リンカーン・フォーラム」や青年会議所などが中心となって開催される「候補者公開討論会」「候補者合同個人演説会」などでは、公然と泡沫候補の徹底排除を指示している。泡沫と認定した候補者は討論会に呼ばず、来ても排除するため公開討論会の開催手順を記したマニュアルに対応を記述している。小田はマニュアルにおいて「実際はその時の状況によって判断が変わることもあろうが、基本を言えば泡沫候補は呼ばなくても何の問題もない」としている。また「泡沫」ではない出席者が1人しかいない場合は、他に出席する意向の候補者がいても、討論会そのものを中止にしてしまう例が見られる。
政治や選挙を身近にする活動を行うNPOの中には、泡沫候補でも有力候補と差別せずに報道する団体も存在する。

## アメリカ合衆国
アメリカ合衆国では、二大政党である民主党と共和党を除いて大規模な国政政党が無く、それ以外の党の候補は必然的に泡沫候補となってしまう傾向がある。
形式上間接選挙であるアメリカ合衆国大統領選挙では、州ごとに大統領選挙人候補の立候補手続きをする必要があり、その際に州によっては立候補に一定数の有権者署名が必要になるなど、二大政党以外から過半数の選挙人を立候補させること自体のハードルが高い。一方では立候補条件の緩い州もあるため、半数未満の選挙人候補者しか出さず大統領当選が当初より不可能である候補者は多数現れる。1968年大統領選挙を最後に二大政党候補以外が一般投票で選挙人を獲得した例がないこともあり、大統領選挙討論会実行委員会によるテレビ討論会などには基本的に二大政党の候補しか呼ばれないが、ロス・ペローが二大政党候補と互角の世論調査支持率を得ていた1992年大統領選挙では3名による討論が行われた。2012年大統領選挙では、アメリカ緑の党のジル・スタイン候補が10月16日にホフストラ大学で行われた討論会に参加を要求したが、会場で警察に逮捕され、強制排除された事件があった。そこで、二大政党以外の主要候補者（全員ではない）を集めた討論会も独自に開催された。
一般投票に先立つ二大政党ごとの大統領予備選挙のテレビ討論では多数の候補が居並ぶことが多いが、ここでも世論調査において一定の支持を得ている候補のみが招待され、泡沫候補は除外される。
立候補していない人物の名前を投票用紙に自書することができる追記投票制度を採用する州が多いが、追記投票で当選する例は稀である。追記投票の総数が当選者の得票数に達しない場合でも追記投票の内容を集計する州においては少数得票の者の名前が多数記録される。

## 韓国
韓国では「群小候補」（군소후보）と呼ばれている。韓国大統領選挙の場合には候補者乱立を避けるため法律で出馬時に供託金3億ウォンを供託することになっており、得票率10%未満だと全額が没収となる。

### 2017年大韓民国大統領選挙
2017年大韓民国大統領選挙では、歴代最多となる15名が立候補した（うち2名は辞退）。しかし、国会に議席をもつ主要5政党候補以外の動向が個別に報道されることはほとんどなく（多くは「群小候補」として一括報道される）、補助金などの面でも有力候補との格差が存在する。また公職選挙法82条2項の規定により、選挙放送討論委員会主催のテレビ討論会への参加資格が、国会に5議席以上の所属議員を有する政党候補、直前の選挙で得票率3%以上を獲得した政党候補、世論調査で平均支持率5%以上の候補と定められているため、テレビ討論会に参加することができない。これらのテレビ討論会に参加できない候補のためのテレビ討論会も別途あるが、放送時間帯が深夜となるなど、ゴールデンタイムに放送されるテレビ討論会との格差が指摘されている、。

### 2022年大韓民国大統領選挙
2022年大韓民国大統領選挙では、過去2度大統領選挙に出馬している国家革命党の許京寧候補が、主要野党党首や閣僚経験者らを上回り、支持率で3〜4位を記録するなど、注目を浴びた。